# Na Drini ćuprija
Na Drini ćuprija je povijesni roman književnika Ive Andrića. Djelo je napisano i prvi put objavljeno 1945. godine, smatra se za jedno je od najvećih romana ovog pisca.

## O djelu
Roman je napisan na srpskoj ekavici. Sintaksa mu je svojstvena katkad hrvatskom jeziku. Izražaj je prilično jednostavan i lako razumljiv. U djelu nalazimo mnogo primjera narodnih elemenata, od pjesama i legendi do običaja i svjetonazora. Velika važnost se pridaje opisima, kako vanjskim tako i psihološkim. Nema neke osnovne teme i određene fabule, ali ipak nalazimo osnovni leitmotiv a to je naravno most. Kronološki prati povijest mosta Mehmed-paše Sokolovića na rijeci Drini. Ali ovo nije roman samo o mostu. Most je samo motiv oko kojeg Andrić gradi priču o jednom mjestu, kulturi, običajima i ljudima, istodobno otkrivajući povijest naroda, ali i sudbine pojedinaca. Kronika o mostu i kasabi oko njega završava s 1914. godinom, odnosno s početkom Prvoga svjetskog rata. Most simbolizira čvrstoću, neprolaznost i postojanost usprkos svim nepogodama. Oko njega se bazira život svih stanovnika Višegrada i uže okolice. U usporedbi s mostom ljudski vijek je kratak i beznačajan te se to ističe u čestim i pomno izabranim trenutcima ljudske nevolje.
Priča počinje s uvjetima života u Višegradu prije nego što je most sagrađen, a onda se nastavlja na njegovu izgradnju u 16. stoljeću. Nakon toga govori o životu u kasabi koji je usko vezan uz most. Preko njega prolaze putnici, trgovci i mještani. Svaki veliki događaj, bio sretan ili ne, obilježava se prelaskom preko mosta. Na njemu se zaljubljuje i s njega se bacaju nesretnici. Mnoge legende vezane su uz njega, za koje nam Andrić daje i stvarno uporište, da bi na kraju ostala naglašena ideja o prolaznosti ljudskog života i svega što on stvara, naspram postojanosti i trajnosti kamenog mosta.
U teškim vremenima, poput ratova, most je također ključno središte. Andrić opisuje promjene koje se događaju u narodu, napredak civilizacije, ali i njihova posrnuća, dajući nam realističnu sliku jednog naroda kroz nekoliko stoljeća. Andrić sve to čini ne samo opisujući narod kao cjelinu, nego predstavljajući nam i neke njegove pojedince. Pojedinci čije životne priče autor prepričava, nisu tu kao individue, nego kao predstavnici tipova ljudi. Njihove sudbine su ljudske sudbine općenito, ni po čemu posebne ili drugačije. I iako je svačija tragedija ili pobjeda pojedincu osobna, Andrić na sebi svojstven način naglašava da je ona samo jedna u nizu. 
Iz navedenog razloga ovo djelo ima cijelu lepezu raznovrsnih likova. Neki od njih protežu se kroz veći dio djela, a neki su samo spomenuti, ali ipak, nitko od njih nije glavni lik niti o njemu ovisi priča. Tema romana ne temelji se na jednom liku, već na jednom narodu. Likovi su tu u funkciji davanja šire slike ljudske sudbine i odlike kasabe nastale oko jednog značajnog mosta.
Roman obiluje realističkim opisima situacija, ljudi, pejzaža i interijera. Jedna od najpoznatijih situacija je zasigurno nabijanje Radisava na kolac. Nadalje nalazimo mnogo simbolike u likovima koji su također i reprezentativni npr. Abidaga - tursko nasilje i brutalnost, Lotika – moderna žena, samouvjerena i uporna, Herak, Stiković - jugoslavenska revolucija, novi ideali, Ćorkan - nevin čovjek ali vrlo nesretan i siromašan, Alihodža - glas razuma kod muslimana i moralni vođa, i dr.
U cijelom romanu se osjeća pravilnost konstrukcije te slijeda događaja uz poneke retrospektivne epizode koje se na kraju stapaju s trenutačnim.
Most kao nijemi svjedok pamti prividno slaganje različitih kultura, vjera i naroda dok među njima u stvari vlada antagonizam. Najveći je sraz dvaju civilizacija, istočne i zapadne. Most je, zapravo, postojana, jedina nepromjenljiva, vječita točka na kojoj se napetosti i komešanje što rađaju sukobe (na nivou likova i na nivou država) osjeća i vidi jasnije nego drugdje.